# 밀양초등학교
밀양초등학교는 대한민국 경상남도 밀양시 삼문동에 있는 공립 초등학교이다.

## 학교 연혁
- 1897.11.01 사립개창학교 설립
- 1901.01.01 공립개창학교 인가
- 1907.05.01 공립밀양보통학교 인가
- 1908.11.01 갑종 밀양공립학교 승격 개칭
- 1911.11.01 밀양공립보통학교 개편
- 1938.04.01 밀양제1공립심상소학교 개칭
- 1941.04.01 밀양제1공립국민학교 개칭
- 1946.05.01 밀양공립국민학교로 개칭
- 1996.03.01 밀양초등학교로 개칭
- 2003.09. 학교도서관 ‘슬기의 샘터’ 개관
- 2005.07. 다목적강당 ‘어울림마당’ 준공
- 2005.12. 교육부 선정 교육과정 최우수학교
- 2008.06. 전국소년체전 배드민턴(남) 우승
- 2008.07. 학교인조잔디운동장 조성
- 2009.04. 학습용 TV(30대) 교체(동창회20대,지자체10대)
- 2009.06. 제38회 전국소년체전 배드민턴(여) 우승
- 2010.09. 제3회 대한민국관악경연대회 금상
- 2011.03. 경상남도교육청 지정 창의적체험활동 연구·시범학교 운영
- 2011.03. 교육과학기술부 요청 2009개정교육과정 선도학교 운영
- 2011.06. 제40회 전국소년체전 배드민턴(남) 우승
- 2011.10. 경남 교육과정 우수학교 선정
- 2011.12. 경남 교육과정 우수학교 선정
- 2011. 제40회 전국소년체육대회 남자초등부 단체 1위
- 2011. 제40회 전국소년체육대회 여자초등부 단체 3위
- 2019.02. 제109회 졸업식(김원봉장군 명예졸업장 수여)
- 2023.02. 제113회 졸업식

## 참고 자료
- 밀양초등학교 - 한국교육학술정보원 학교알리미